# Хамид, Мохаммед
Мохаммед Хамид Фархан (англ. Mohammed Hameed Farhan; 24 января 1993, Эль-Фаллуджа) — иракский футболист, вратарь клуба «Аль-Талаба» и сборной Ирака.

## Карьера

### Клубная карьера
Начинал играть в футбол в командах «Рамади» и «Аль-Кахраба». В 2011 году перешёл в «Аш-Шорта» и в её составе выиграл два чемпионских титула в сезонах 2012/13 и 2013/14. В 2015 году покинул «Аш-Шорта» и играл за «Захо» и «Аль-Талаба», в составе последнего стал бронзовым призёром чемпионата страны в сезоне 2015/16.

### Карьера в сборной
В составе молодёжной команды стал серебряным призёром чемпионата Азии (U19) в 2012 году, сыграл в шести матчах, в которых пропустил три мяча. Также принимал участие в чемпионате мира среди молодёжи 2013, где сыграл во всех семи матчах, а команда Ирака стала четвёртой. В составе олимпийской (U23) сборной участвовал в Азиатских играх 2014, сыграл во всех семи матчах и стал бронзовым призёром.
В национальную сборную Ирака вызывался в качестве запасного вратаря с 2012 года. Дебютный матч сыграл 8 октября 2013 года против Ливана, вышел на замену на 46-й (по другим данным на 76-й) минуте вместо Нура Сабри. В 2015 году участвовал в Кубке Азии, где сыграл только в одном матче — игре за третье место против ОАЭ, проигранной 2:3.